# Trà Dương
Trà Dương là một xã thuộc huyện Bắc Trà My, tỉnh Quảng Nam, Việt Nam.
Xã Trà Dương có diện tích 32,23 km², dân số năm 2019 là 2.959 người, mật độ dân số đạt 92 người/km².